# Camilla Birke
Camilla Birke (10. Oktober 1905 (nach anderen Angaben am 1. Oktober 1905) in Wien – 4. April 1988 in Soest in den Niederlanden) war eine österreichische Textilkünstlerin und Kunstgewerblerin.

## Leben und Werk
Kamilla Emilia Birke wurde 1905 in Wien als Tochter des Miederfabrikanten Franz Ferdinand Birke und seiner Frau Anna geboren. Anna Birke war die Tochter des Silberwarenerzeugers Alexander Sturm. Camilla Birke und studierte ab 1919 an der Wiener Kunstgewerbeschule bei Rosalia Rothansl und Josef Hoffmann. Sie arbeitete für die Wiener Werkstätte (WW), wo sie Spritzdrucke anfertigte und Stoffe entwarf. Für einen WW-Stoffmusterentwurf erhielt sie 1925 den Eitelberger-Preis der Kunstgewerbeschule. Sie fertigte Tapetenentwürfe für die Wiener Firma Max Schmidt und arbeitete als Modezeichnerin in Paris. Auf der Pariser Kunstgewerbeausstellung zeigte sie Wand- und Deckenmalereien.
1928 hielt sie sich in Berlin auf und arbeitete als Lehrerin. 1928 heiratete sie in Wiesbaden Edgar Manfred Eber (* 1907, Miteigentümer der pharmazeutischen Firma Krebs & Eber), danach war sie künstlerisch nicht mehr tätig. Bekannt ist ein Aufenthalt in Afrika (1928/29) und der Umzug in die Niederlande Ende der 1960er Jahre.

## Werke (Auswahl)
- 1920: Figur »Maskonius« (mumok, Museum moderner Kunst – Stiftung Ludwig Wien)[3]
- 1920: Figur »Mastrupan« (mumok, Museum moderner Kunst – Stiftung Ludwig Wien)[3]
- um 1924: Theaterfigurine »Ritter«[4]

## Auszeichnungen
- Grand Prix auf der Exposition internationale des arts décoratifs et industriels modernes, Paris

## Ausstellungen (Auswahl)
- 1924: Jubiläumsausstellung des Wiener Kunstgewerbevereins[5]
- 1924: Internationale Ausstellung für Theatertechnik in Wien[2][5]
- 1924: Modezeichnungen aus der Hoffmannschule, Österreichisches Museum für Kunst und Industrie
- 1925: Exposition internationale des Arts Décoratifs et industriels modernes in Paris[5]

Posthum
- 2019: Stadt der Frauen. Künstlerinnen in Wien von 1900 bis 1938, Belvedere (Gruppenausstellung)[2]
- 2021: Die Frauen der Wiener Werkstätte. MAK – Museum für angewandte Kunst[6]
- 2025: Radikal! Künstlerinnen* und Moderne 1910–1950. Österreichische Galerie Belvedere, Wien